# Король Карл (гидроавиатранспорт)
«Король Карл»— вспомогательный крейсер типа «Румыния». Назван в честь первого румынского короля Кароля (Карла) I.

## История

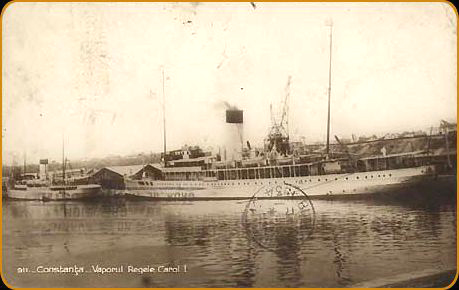
"Король Карл" в порту Констанцы.

Спущен на воду в 1898 году в Глазго. Строился в Англии по заказу Румынии как грузо-пассажирский пароход. Использовался на линиях Констанца-Стамбул и Констанца - Пирей.
Затем были переоборудован во вспомогательный крейсер. После вступления Румынии в Первую мировую войну на стороне Антанты 9 сентября 1916 передан России. В октябре вошёл в состав Черноморского флота и были переоборудован в авиатранспорт. Участия в боевых действиях практически не принимал. В 1917 году был вооружён и вошёл в строй, приспособленный для несения гидросамолётов. 19 февраля 1918 года переименован в "Иоанн Роатэ" и передан в распоряжение Автономной Верховной румынской коллегии. В марте 1918 захвачен в Батуми грузинскими властями, вскоре возвращен Румынии.
В 1940 году вновь мобилизован и переоборудован в минный заградитель. 10 октября 1941 года погиб в районе Варны на минах, выставленных советской подводной лодкой Л-5 «Чартист».